# Pietro Giovanni Parolini
Pietro Giovanni Parolini (Pontremoli, 1789 – Pontremoli, 1875) è stato un compositore italiano, attivo nell'800.
Fin da piccolo ebbe uno spiccato talento per la composizione e fu fra i migliori allievi del maestro Carlo Gervasoni.
Nel primo decennio dell'800 compose varie messe a tre e quattro voci e numerosi vespri.
Nel 1810, nella chiesa del Rosario di Parma diresse un'orchestra che eseguì una sua messa e un vespro.
Nel 1812 ottenne un premio dall'Accademia delle Belle Arti di Firenze per una sua sinfonia basata su uno stile antico.
Musicò il secondo atto del Demofroonte di Metastasio e del poema Comala di Ossian.
Nel 1819 mise in scena a Firenze Ifigenia in Aulide, melodramma che riscosse un immediato successo.
Il suo ultimo lavoro fu una messa che non vide mai eseguita.